# Pietro d’Argellata
Pietro d’Argellata oder Pietro di Argellata sowie Pietro Argellata, Peter de la Cerlata und latinisiert Petrus de Argellata (* in der zweiten Hälfte des 14. Jahrhunderts in Argelato bei Bologna; † 20. Januar 1423 in Bologna) war ein italienischer Arzt, Chirurg und Anatom.

## Leben und Wirken
Pietro di Argellata, der Sohn eines Arztes, lebte zu Beginn des 15. Jahrhunderts in Bologna, wo er studierte und 1391 promoviert wurde (Laurea sowohl in Medizin als auch in den Künsten/Artes). Dort lehrte er an der Universität Philosophie und Medizin auf der Grundlage des Kanon der Medizin des Avicenna und der Chirurgie seines Lehrers Guy de Chauliac. 1392/93 unterrichtete er Logik, 1395/96 Astrologie und von 1397 bis 1406 Medizin „in nonis et de sera per reformatores studii“, 1410/11 Chirurgie und 1411 bis 1421 Medizin „in nonis“ Dabei wurde damals unterschieden zwischen den regulären Vorlesungen (ordinarie), die an Wochentagen morgens („de mane“) und abends („de sero“) gehalten wurden und außerordentlichen (extraordinarie) Vorlesungen und Dozenturen, die nachmittags („in nonis“) und an Festtagen („diebus festibus“) gehalten wurden und nach damaligem Kanon nachrangigere Fächer behandelten, mit entsprechender Abstufung des Rangs und Gehalts der Professoren oder Dozenten.
Im Jahr 1410 wurde er damit beauftragt, im Falle des verstorbenen Papstes Alexander V. die Leichenkonservierung vorzunehmen, was er nach dem auch in seinem Werk beschriebenen Verfahren tat. Da der Verdacht einer Vergiftung bestand, nahm Pietro eine Autopsie vor, die den Verdacht nicht bestätigte. 
Seine Chirurgie-Abhandlung in sechs Büchern erschien zuerst 1480 in Venedig, war sofort von großem Erfolg und wurde 1492, 1497, 1499, 1513, 1520 und 1531 nachgedruckt. Darin arbeitete er auch eigene Erfahrungen ein. Er galt als ausgezeichneter und erfahrener Chirurg (unter anderem bei operativer Versorgung von Hernien, Blasensteinen, Knochenbrüchen und Schädeloperationen) und konnte auch Fehler eingestehen, aus denen er lernte und das auch an seine Schüler weitergab. In dem Traktat De extractione foetus a matrice in muliere mortua et non morta schlug er als Erster vor die Linea alba als Schnittlinie beim Kaiserschnitt zu verwenden. Pietro erkannte die Bedeutung des Knochenmarks für die Ernährung der Knochen. Er galt als einer der gebildetsten Ärzte seiner Zeit und hatte großen Einfluss auf die Entwicklung der Chirurgie.
Er liegt in der Kirche Giacomo Maggiore in Bologna begraben. 1820 wurde der Anatomiesaal der Universität Bologna nach ihm benannt.

## Handschriften

### Lateinisch
- Bergamo, Biblioteca Civica «Angelo Mai», MA 519 (Gamma V 24), fol. 1ra–70vb
- Bern, Burgerbibliothek, A. 43, fol. 1r–246r
- Bethesda, MD, National Library of Medicine, MS E 35[6]
- Brescia, Biblioteca Civica Queriniana di Brescia, ms.E. II.1[7]
- Breslau, Biblioteka Uniwersytecka we Wrocławiu, III F 26 (Digitalisat)[8]
- Budapest, Országos Széchényi Könyvtár, lat. 117
- Florenz, Biblioteca nazionale centrale, Palatino 1068, fol. 53r–142v (Auszüge)[9]
- Florenz, Biblioteca Riccardiana, 2153 (L.III.12), fol. 1ra–56vb
- Frankfurt, Universitätsbibliothek, Praed. 18, fol. 99ra–231vb (Digitalisat)[10]
- Krakau, Biblioteka Jagiellońska, 834 III, fol. 31r–163v (Digitalisat)
- Lucca, Biblioteca Statale (olim Biblioteca Governativa), 421, fol. 73r-149v
- Lyon, Bibliothèque municipale, Ms 315 (olim 251)[11]
- Madrid, Biblioteca Nacional de España, 1549 (Digitalisat)[12]
- München, Bayerische Staatsbibliothek, Clm 7, Petri de Argillata sex libri de chirurgia. Medizinische Sammelhandschrift  aus dem Besitz Hartmann Schedels, 15. Jahrhundert (Digitalisat)
- Oxford, Bodleian Library, Laud Misc. 617, fol. 202[13]
- Padua, Biblioteca del Seminario Vescovile, Forc. M.2.8
- Paris, Bibliothèque Nationale de France, lat. 7135
- Paris, Bibliothèque Nationale de France, nouv. acq. lat. 1536 (Auszüge) (Digitalisat auf Gallica)[14]
- Prag, Národní knihovna České republiky, VIII.H.34, fol. 180v (Auszüge) (Digitalisat)[15]
- Salzburg, Erzabtei St. Peter, Benediktinerstift, Bibliothek, b XII 18[16]
- Turin, Biblioteca Nazionale Universitaria, F - III - 13[17]
- Udine, Biblioteca civica Vincenzo Joppi, Fondo Joppi 61, fol. 6v, 7v–8 und 17v (Auszüge) (Digitalisat)[18]
- Wolfenbüttel, Herzog August Bibliothek, Cod. Guelf. 76.19 Aug. 2°[19]

### Volkssprachlich
- Edinburgh, National Library of Scotland, Adv.MS.73.1.22 (Digitalisat)
- München, Bayerische Staatsbibliothek, Cgm 144, Die Wundarzneikunst des Petrus von Argillata, I. und II. Buch. Zwischen 1480 und 1495 übersetzt für Eberhardt Graf zu Württemberg von Dr. Bartholomäus Scherrenmüller (Digitalisat)
- Oxford, Bodleian Library, Selden Supra 32[20]

## Drucke
- Cirurgia magistri Petri de largelata. Venedig 9. August 1480 --- (Digitalisat Gallica) SW-Kopie des Exemplars der National Library of Medicine --- (Digitalisat NLM) Incipit liber primus Cirugie magistri petri de la cerlata de bõnia artium et medicine doctoris. Farbige Wiedergabe des Exemplars der U. S. National Library of Medicine (ehemals aus der Bibliothek des Klosters Ochsenhausen (Druckfehler im Incipit))
  - Venedig 28. April 1492 (Digitalisat Freiburg i. Br.)
  - Venedig 28. April 1492 (Ausführliches Register zum Digitalisat Wolfenbüttel)
  - Venedig 1497
  - Venedig 12. September 1499 (Digitalisat München BsB)
  - Johannes und Gregorius de Gregoriis, Venedig 12. Mai 1513 (Digitalisat München BsB)
  - Venedig 1. März 1520 (Digitalisat München BsB mit angehängter Chirurgia Albucasis)
  - Venedig 1531